# 魔法のリングにkissをして
『魔法のリングにkissをして』（まほうのリングにキスをして）は、岡本真夜5枚目のオリジナル・アルバム。

## 解説
前作『Hello』から1年3ヶ月ぶりとなる。
「会いたくて」は石井聖子、「明日へ」は広末涼子への提供曲。
初回盤はスペシャルパッケージ仕様。
通常仕様盤とは別ジャケットの紙ケース入り。
本作品のアートワークは、Mr.Children、松任谷由実、MISIA等のジャケットアートワークで知られる、contemporary productionの信藤三雄が手がけた。

## 収録曲
- 全曲作詞・作曲：岡本真夜　編曲：森俊之

1. 魔法のリングにkissをして～Prologue～
  - エンディングから途切れることなく、次のトラックに続く。ただし、トラック上は分けられている。
2. Help me II
  - アルバム『Hello』収録曲のニューバージョン。
  - 11枚目のシングル「この星空の彼方」カップリング収録曲。
  - トヨタ自動車「NOAH～パペポピ Version～」CMソング。
3. 宝物～Album Mix～
  - 10枚目のシングル表題曲の新ミックス。
  - TBSテレビドラマ『ママチャリ刑事』主題歌。
4. 会いたくて
  - 石井聖子への提供曲。
  - 8枚目のシングル「想い出にできなくて」カップリングにはアコースティックバージョンとして収録。
5. この街は止まらない
6. Everlasting～Album Mix～
  - 9枚目のシングル表題曲の新ミックス。
  - クラフト「カマンベール入り6Pチーズ」CMソング。
7. 海へLet's go!
  - カネボウ化粧品「化粧水」CMソング。
8. そんなの嘘
9. この星空の彼方
  - 11枚目のシングル表題曲。
10. 明日へ
  - 広末涼子への提供曲。
11. 魔法のリングにKissをして
  - 「よさこい国体」イメージソング。
  - 「'99赤い羽根共同募金」CMソング。

## 演奏
- 岡本真夜
  - Vocal
  - All Performance (#1)
  - All Backing Vocals (#2.3.8.9.10)
  - Backing Vocals (#7.11)
- スティーヴ・フェローン：Drums (#2.11)
- エイブラハム・ラボリエル：Bass (#2)
- ポール・ジャクソン・ジュニア：Electric Guitar (#2.7.8)
- ジェリー・ヘイ：Trumpet & Horn Arrangement (#2.7)
- ゲイリー・グラント：Trumpet (#2)
- ビル・ライヒェンバッハ：Trombone (#2.7)
- David Choy：Tenor Sax (#2.7)
- 森俊之
  - All Keyboards & All Programming (#2.3.4.5.7-11)
  - Synth Bass (#3.4.5.7.8.10)
  - Acoustic Piano Solo (#5)
  - Strings Arrangement (#6)
- 古川昌義
  - Electric Guitar (#3.4.6.8)
  - Acoustic Guitar (#6)
  - Electric Guitar Solo, Electric Sitar (#8)
- 美久月千晴：Electric Bass (#6)
- David Lawson, Wanda Lawson, Elaine Entzminget：Backing Vocals (#8.11)
- リック・ブラウン：Muted Trumpet Solo (#8)
- ジミー・ジョンソン：Electric Bass (#9.11)
- ディーン・パークス：Electric Guitar & Electric Guitar Solo (#10.11)